# District métropolitain de Sefton
Le district métropolitain de  Sefton est un district métropolitain du comté de Merseyside en Angleterre. Son centre administratif est Bootle

## Géographie
Situé au nord de Liverpool, le district forme une bande côtière de 203 km2 bordée à l’ouest par la mer d'Irlande, entre les villes de Southport au nord et Bootle au sud.

## Villes et villages du district de Sefton
- Ainsdale (en), Aintree
- Birkdale, Blowick, Blundellsands, Bootle
- Churchtown, Crossens
- Ford, Formby
- Great Altcar, Great Crosby
- Hightown
- Ince Blundell
- Litherland, Little Altcar, Little Crosby, Lunt, Lydiate
- Maghull, Marshside, Melling
- Netherton
- Orrell (en)
- Seaforth, Sefton, Southport
- Thornton
- Waterloo, Woodvale

## Histoire
Sefton a été formé par un acte gouvernemental en 1974 par la fusion de comtés ou de districts urbains des localités de Bootle, de Crosby, de Formby, de Litherland, de Southport et d’une partie du district du Lancashire-Ouest. Il est intégré dans le comté métropolitain de Merseyside.
Depuis le 1er avril 2014, il fait partie de l'autorité combinée de la région urbaine de Liverpool.

## Jumelages
- Fort Lauderdale  (États-Unis)
- Gdańsk (Pologne)
- Mons (Belgique)

## Culture et patrimoine
- Église Sainte-Hélène (St Helen's Church) datant de 1170.
- Chaque année au mois d'octobre depuis 2005, se déroule le festival du court métrage de Sefton.